# Adelaarsrog
De adelaarsrog of molenrog (Myliobatis aquila) is een vissensoort uit de familie van de adelaarsroggen (Myliobatidae). De wetenschappelijke naam van de soort is gepubliceerd in 1758 door Linnaeus in de tiende editie van Systema naturae. 

## Kenmerken
De rog heeft een afgeplat lichaam met vrij smalle, spitse borstvinnen, een stompe, snavelachtige snuit en lager geplaatste ogen die aan weerszijden van de kop op vlezige steeltjes staan. Ook heeft hij een zeer lange staart met een giftige stekel en een onderstandige mond, die zeven rijen platte maalkiezen bevat. Het lichaam is grijsbruin of bronskleurig tot bijna zwart. De lichaamslengte bedraagt ten minste 250 cm en het gewicht 20 tot 30 kg.

## Leefwijze
Het voedsel van deze rog bestaat uit allerlei kleine dieren, die ze uit het sediment opwoelen met hun zwiepende vinnen. Het is een uitstekende zwemmer, die hoog uit het water kan opspringen om aan predatoren te ontkomen. Hij eet op de zeebodem, maar zwemt ook graag in open water.

## Voortplanting
Een worp bestaat meestal uit drie tot zeven jongen.

## Verspreiding en leefgebied
Deze soort komt voor in de Atlantische Oceaan, Middellandse Zee en de Indische Oceaan.